# Mega party mix - Volume 2
Mega party mix - Volume 2 - Greatest hits in the mix! - Editions 2005-2011 is de tweede verzamel-cd van de Toppers. De dubbel-cd bevat een selectie van de nummers uit de eerste zeven edities van Toppers in concert.

## Inhoud
De Toppers begonnen als Toppers in concert op 13 en 14 mei 2005 met twee concerten in de ArenA. Ze keerden met Toppers in concert 2006 terug naar de ArenA, ditmaal met gastartiesten. Toppers in concert 2007 bestond uit zes concerten. Toppers in concert 2008 was het laatste jaar in de samenstelling Gerard Joling, René Froger en Gordon Heuckeroth. Toppers in concert 2009 bestond uit Gordon, Froger en Jeroen van der Boom, die samen meededen aan het Eurovisiesongfestival 2009. In datzelfde jaar hielden ze twee concerten. Voor Toppers in concert 2010 en Toppers in concert 2011 keerden Gordon en Joling terug in de formatie en gingen ze verder als kwartet. Vanaf 2012 zit Gordon niet meer bij de formatie. Toppers in concert 2012 heeft de 23e, 24e en 25e show.

## Tracklist

### Deel 2 - cd 1
1. Mega Party Mix Ouverture
2. Walking on Sunshine
3. Dancing Queen
4. Let's Get Loud
5. Conga
6. Daddy Cool
7. Ma Baker
8. Rivers of Babylon
9. Bloody Mary
10. M'n vissersmeisje
11. De Zuiderzeeballade
12. Op de woelige baren
13. De klok van Arnemuiden
14. A Little Less Conversation
15. Blue Suede Shoes
16. Viva Las Vegas
17. MacArthur Park
18. Back in Love Again
19. Blame It on the Boogie
20. Dr. Love
21. Och was ik maar bij moeder thuis gebleven
22. Dans je de hele nacht met mij?
23. Big City
24. Blijf veilig bij mij
25. Ware liefde
26. Jij geeft mij vleugels
27. Afscheid
28. Dr. Bernhard
29. Engelen bestaan niet
30. Crazy Way About You
31. Ich bin wie du
32. My First, My Last, My Everything
33. Gonna Get Along Without You Now
34. Never Gonna Give You Up
35. One Way Ticket
36. Heaven Must Be Missing an Angel
37. Let's Just Kiss and Say Goodbye
38. Hurt
39. Love Hurts
40. Only You (And You Alone)

### Deel 2 - cd 2
1. Mega Party Mix Ouverture
2. Van voor naar achter
3. Vino, waar blijft de wijn
4. Kleine Greetje uit de polder
5. Tulpen uit Amsterdam
6. One
7. Passie
8. Don't Let the Sun Go Down on Me
9. Foxy Foxtrot
10. Daar bij de waterkant
11. Zeven brieven
12. Ome Jan
13. Right Back Where We Started From
14. Young Hearts Run Free
15. Love Is in the Air
16. Don't Leave Me This Way
17. I Will Survive
18. Laat me alleen
19. Ik hou d'r zo van
20. I Am What I Am
21. Bloed, zweet en tranen
22. Suzanne
23. Radar Love
24. I Want You to Want Me
25. Dinge-dong
26. De malle molen
27. Amsterdam
28. Vrede
29. De troubadour
30. Girl, You'll Be a Woman Soon
31. Sweet Caroline
32. Iedereen is van de wereld
33. Ik kan het niet alleen
34. Kronenburg Park
35. Vriendschap
36. Kon ik maar even bij je zijn
37. I Will Always Love You
38. My All
39. All You Need Is Love
40. Over the Top

## Hitnotering

### NederlandseAlbum Top 100
| Hitnotering: 17-03-2012 t/m 11-05-2012 | Hitnotering: 17-03-2012 t/m 11-05-2012 | Hitnotering: 17-03-2012 t/m 11-05-2012 | Hitnotering: 17-03-2012 t/m 11-05-2012 | Hitnotering: 17-03-2012 t/m 11-05-2012 | Hitnotering: 17-03-2012 t/m 11-05-2012 | Hitnotering: 17-03-2012 t/m 11-05-2012 | Hitnotering: 17-03-2012 t/m 11-05-2012 | Hitnotering: 17-03-2012 t/m 11-05-2012 | Hitnotering: 17-03-2012 t/m 11-05-2012 | Hitnotering: 17-03-2012 t/m 11-05-2012 |
| Week:                                  | 1                                      | 2                                      | 3                                      | 4                                      | 5                                      | 6                                      | 7                                      | 8                                      | 9                                      |                                        |
| -------------------------------------- | -------------------------------------- | -------------------------------------- | -------------------------------------- | -------------------------------------- | -------------------------------------- | -------------------------------------- | -------------------------------------- | -------------------------------------- | -------------------------------------- | -------------------------------------- |
| Positie:                               | 28                                     | 19                                     | 22                                     | 49                                     | 54                                     | 75                                     | 47                                     | 36                                     | 55                                     | uit                                    |